# Porte des Pierres Dorées
Porte des Pierres Dorées é uma comuna francesa na região administrativa de Auvérnia-Ródano-Alpes, no departamento do Ródano. Estende-se por uma área de 13.33 km². Em 2010 a comuna tinha 3 932 habitantes (densidade: 295 hab./km²).
Foi criada em 1 de janeiro de 2019, a partir da fusão das antigas comunas de Pouilly-le-Monial (sede da comuna) e Liergues. Em 1 de janeiro de 2019, a antiga comuna de Jarnioux também foi incorporada.